# 塚崎進
塚崎進（つかさきすすむ、1918年 - 2007年9月27日）は、日本の国文学者、民俗学者、歌人。筆号は東籬男（とう りお）。
1941年慶應義塾大学文学部国文学科卒業。折口信夫から国文学、民俗学、短歌作法を学び、折口春洋より短歌実作の指導を受ける。同時に柳田國男にもつき日本民俗学会に属す。

## 著書
- 物語の誕生（1955年）岩崎書店　民俗民芸双書
- 日本人の食事（1956年）岩崎書店　写真で見る日本人の生活全集
- 日本人のすまい（1957年）岩崎書店　写真で見る日本人の生活全集
- 笑いの誕生 日本人の心にあるもの（1960年）現代教養文庫
- 折口信夫とその人生（1961年）桜楓社出版
- 曽我物語并ニ曽我物の研究（1980年）笠間書院
- 悲劇歌謡の誕生（1982年）桜楓社
- 悲劇文学の誕生（1983年）桜楓社
- 悲劇説話の誕生（1984年）桜楓社
- 悲劇の誕生（1985年）桜楓社
- 釈迢空・折口信夫の人生（1987年）桜楓社

- 日本の職人　多摩芸術学園写真科（1960年）現代教養文庫　今野圓輔と共に解説を執筆

## 歌集
- 儀来河内まで 東籬男歌集・歌論集（1989年）ひよどり舎
- 富士山の歌 東籬男歌集・歌論集（1989年）ひよどり舎
- 昭和終焉抄 歌集（1993年）ひよどり舎
- 平成饗宴集 歌集（1995年）ひよどり舎
- 乱世絵解（1995年）短歌新聞社
- 雪しろ 東籬男 歌集・論文集（1999年）ひよどり舎
- 横笛 東籬男歌集・論文集（2000年）ひよどり舎
- 唐獅子牡丹 東籬男歌集ひ（2001年）ひよどり舎